# Sam Woolf

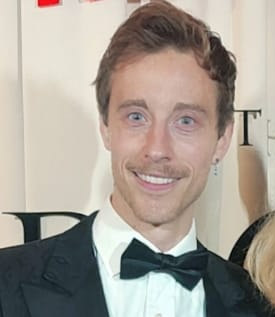
Sam Woolf

Alexander Samuel "Sam" Woolf (* 1992) ist ein britischer Schauspieler.

## Persönliches
Woolfs Familie ist jüdisch und migrierte aus Osteuropa nach England. Sein Großvater kämpfte in der Schlacht in der Cable Street von 1936 und war im Zweiten Weltkrieg in der Royal Artillery. Woolf wuchs in der Gemeinde Golders Green von London auf, wo die Familie zur Alyth-Synagoge gehörte.
Woolfs Vater ist Anwalt im Ruhestand und sein fünf Jahre älterer Bruder der Journalist Nicky Woolf. Als ihr Vater im März 2020 aufgrund einer Covid-19-Erkrankung auf die Intensivstation kam, begannen die Brüder ein Projekt, aus dem das Unternehmen Books for Dad wurde. Sie luden Hörbücher auf E-Book-Reader, die an Krankenhäuser verteilt wurden, um Patienten zu unterhalten.

## Karriere
Woolf trainierte an der Bristol Old Vic Theatre School, wo er 2015 seinen Bachelor-Abschluss erlangte. An dieser nahm er an 14 Theaterproduktionen teil; nach seinem Abschluss hatte er professionelle Auftritte etwa als Florizel im Wintermärchen und in Antonius und Cleopatra am Royal National Theatre. Im Fernsehen spielte er jeweils als zweiter Darsteller 2022 in der fünften Staffel von The Crown Edward, Duke of Edinburgh nach Angus Imrie und 2023 in der dritten Staffel von The Witcher den Feuermagier Rience nach Chris Fulton.

## Theaterauftritte
- Albee Vector the Sound Collector
- 2017: The Winter’s Tale
- 2018: Antonius & Cleopatra (Royal National Theatre)
- Alys, Always

## Filmografie
- 2016: Humans (Fernsehserie, 1 Episode)
- 2018: Golden Girl (Kurzfilm)
- 2020: Call the Midwife – Ruf des Lebens (Call the Midwife, Fernsehserie, 1 Episode)
- 2020: Gentle (Kurzfilm)
- 2022: The Crown (Fernsehserie, 5 Episoden)
- 2022: Strike (Fernsehserie, 2 Episoden)
- 2022: Theodosia (Fernsehserie, 2 Episoden)
- 2023: The Power (Fernsehserie, 1 Episode)
- 2023: The Witcher (Fernsehserie, 4 Episoden)
- 2024: We Were the Lucky Ones (Miniserie)

## Videospiel-Synchronisation
- 2020: Assassin’s Creed Valhalla
- 2023: Call of Dragons